# Ruter AS
Ruter AS – norweska spółka akcyjna, będąca organizatorem transportu publicznego w Oslo i okręgu Akershus. Zajmuje się planowaniem i zamawianiem wszystkich tras obsługiwanych przez komunikację publiczną w stolicy Norwegii i otaczającym ją regionie. Na zlecenie spółki uruchamiane są linie metra, tramwajowe i autobusowe oraz połączenia promowe; we współpracy z NSB uruchamiane są także linie kolei aglomeracyjnej. Spółka powstała 1 stycznia 2008 w wyniku fuzji dwóch wcześniejszych organizatorów komunikacji miejskiej: Oslo Sporveier, odpowiedzialnego za komunikację szynową, oraz Stor-Oslo Lokaltrafikk, organizującego transport autobusowy i komunikację promową.